# Załuski-könyvtár
A Załuski-könyvtár (lengyelül: Biblioteka Zaluskich, IPA [ˌbʲiblʲjɔˈtɛka zaˈwuscix], latinul: Bibliotheca Zalusciana) 1747 és 1795 között épült Varsóban. Alapítói Józef Andrzej Załuski és a testvére, Andrzej Stanislaw Załuski római katolikus püspökök voltak. Az első lengyel nyilvános könyvtár, az ország legnagyobb könyvtára és Európa egyik legkorábbi nyilvános könyvtára volt.
Az 1794. évi Kościuszko-felkelés után II. Katalin cárnő parancsára az orosz hadsereg kifosztotta a könyvtárat, gyűjteményét az uralkodó pétervári magángyűjteményébe szállította, ahol egy évvel később az éppen akkor alapított szentpétervári nyilvános könyvtár (Имперaторская публичная библиотека), a mai Oroszországi Nemzeti Könyvtár alapja lett.
Az 1920-as években az Oroszországi Szovjet Szövetségi Szocialista Köztársaság kormánya a rigai béke (1921) eredményeként visszaadta a volt Zaluski-könyvtár állományának egy részét a nemrég alapított második Lengyel Köztársaságnak. E gyűjtemény döntő része 1944. októberében a tűz martalékává vált, amikor a németek tervszerűen megsemmisítették a lengyel fővárost a varsói felkelés kudarca után.

## Története
A könyvtárat az első lengyel nyilvános könyvtárnak, valamint a kor egyik legnagyobb könyvtárnak tekintették. Egész Európában csak két-három olyan könyvtár volt, amely hasonlóan gazdag gyűjteménnyel büszkélkedhetett. Kezdetben a könyvtár állománya közel 200 000 könyvtári tételből állt. Az 1780-as évek végéig ez a szám kb. 400 ezerre (nyomtatvány, térkép és kézirat növekedett). A gyűjtemény műalkotásokat, tudományos műszereket, valamint állat- és növénypreparátumokat is felölelt.
A könyvtár keddenként és csütörtökönként reggel 7 órától este 19 óráig volt nyitva. A kötelező csend betartása mellett az olvasóktól imádságot is kértek a Załuski-testvérekért. A könyveket kivinni tilos volt, mivel a lopások egyre nagyobb gondot okoztak. Annyira, hogy a két alapító püspök XIV. Benedek pápától is segítséget kért az ügyben. A pápa válaszul 1752-ben bullát állított ki, amelyben kiközösítéssel fenyegette azokat, akik könyveket sajátítottak el a könyvtárból. Ennek ellenére ez a probléma nem szűnt meg teljesen.
A püspök testvérek halála után a frissen megalapított Nemzeti Oktatási Bizottság vette át a könyvtár vezetését és átnevezve az intézményt „a Załuski-testvérek és a Köztársaság Könyvtárának”.
Húsz évvel később, 1794-ben, Lengyelország második felosztása és a Kościuszko-felkelést követően az orosz katonák II. Katalin cárnő parancsára kiürítették a könyvtárat és Szentpétervárra szállították az egész gyűjteményt, ahol a könyvállomány az egy évvel később megalapított szentpétervári nyilvános könyvtár (oroszul Имперaторская публичная библиотека), a mai Oroszországi Nemzeti Könyvtár alapját képezte. Szállítás közben a gyűjtemény egyes részei megsérültek vagy megsemmisültek. Sokat el is loptak.
Később a Załuski-gyűjtemény egyes részei különböző orosz könyvtárakba kerültek. Egy része 1842-ben és 1863 között visszakerült Lengyelországba. Az 1920-as években a lengyel-szovjet háború és azt befejező rigai béke következtében a szovjet hatóságok visszaadtak lengyeleknek kb. 50 000 könyvtári tételt, amelyet viszont 1944 októberében a német katonaság majdnem teljesen megsemmisített Varsó tervszerű pusztítása alatt, a varsói felkelés leverése után. Az eredeti állományból a háborút csak 1800 kézirat és 30 000 nyomtatvány élte túl.
1821-ben a könyvtár eredeti székhelye bérház lett. Az újjáépítés során az épület homlokzatán lengyel uralkodók mellszobrait fedezték fel, amelyek eredetileg a könyvtár belső termeit díszítették, de a felosztások korában elrejtették őket az épület külső falán. Ezért az épületet a „királyok házának” (Dom pod Królami) kezdték nevezni.
Az épületet a német hadsereg semmisítette meg a második világháborúban. A háború után építették újjá.
A Załuski-könyvtár utódjának az 1928-ban alapított lengyel Nemzeti Könyvtár (Biblioteka Narodowa) tekinti magát.